# Bogatić (Promina)
Bogatić (Bogetić) je naselje Općine Promine u Šibensko-kninskoj županiji.

## Zemljopis
Nalazi se oko 12 kilometara jugozapadno od Oklaja. Sastoji se od nekoliko zaseoka duž lijeve obale Krke. U blizini Bogatića nalazi se Roški slap. 
Pripada župi Promini koja se osim Bogetića sastoji od ovih sela: Oklaja, Razvođa, Lukara, Suknovca, Matasa, Marasovina, Ljubotića, Puljana, Selina, Nečvena, Čitluka, Poda, Mratova i Bogatića.

## Povijest
Bogatić se od 1991. do 1995. godine nalazio pod srpskom okupacijom.

## Stanovništvo
Prema popisu iz 2011. godine naselje je imalo 24 stanovnika.
| broj stanovnika | 409   | 443   | 445   | 429   | 496   | 463   | 545   | 502   | 534   | 535   | 539   | 379   | 171   | 104   | 48    | 24    | 22    |
|                 | 1857. | 1869. | 1880. | 1890. | 1900. | 1910. | 1921. | 1931. | 1948. | 1953. | 1961. | 1971. | 1981. | 1991. | 2001. | 2011. | 2021. |